# Gangara (peuple)
Le peuple Gangara est un ancien peuple sub-saharien aujourd'hui disparu. Les archéologues leur attribuent des vestiges et des aménagements retrouvés dans le sud du Tagant, en Mauritanie. Ils pourraient être reliés à la culture néolithique de Tichitt et, selon certaines traditions orales locales, seraient les ancêtres des Soninkés et partant, du royaume du Ouagadou. Cette dernière affirmation, quoique séduisante, n'est cependant pas prouvée archéologiquement.
Ce peuple pratiquait l'agriculture, le régime pluvial de la région le permettant à l'époque. 